# Ранцево (Селижаровский район)
Ранцево — деревня в Селижаровском районе Тверской области. Относится к Дмитровскому сельскому поселению.
Расположено в 38 километрах к юго-западу от районного центра Селижарово, в 23 км от деревни Дмитрово.
Находится на ручье Раменка, притоке реки Пырошня. На южной окраине деревни — одна из самых высоких точек на Валдайской возвышенности (318 м), в округе — верховья рек Пырошня, Ночная (приток Тудовки), Ветожетка. В 10 км к юго-западу — Центрально-Лесной заповедник.
Деревня делится на две части: южная — бывшее село Ранцево, северная — бывшая деревня Верёвкино.

## История
В 1859 году казенное село Ранцево имело 63 жителя при 13 дворах, 93 жителя в 10 дворах числилось в деревне Верёвкино. Во второй половине XIX — начале XX века село Ранцево относилось к одноимённому приходу Грылевской волости Осташковского уезда Тверской губернии.
В 1914 году к Ранцевскому приходу относились деревни: Веревкино, Боброво, Сувидово, Юрино, Сорокино, Данилово, Никифорово (Комары), Гульнёво, Кнутово, Бор, Мальцево, Давыдково, Сонино, Ходулино, Новое Давыдково, Велижки, Острецово, Холзуево, Хмелевка, Устье, Кукушкино, Рябиновка, Могилицы, Платоново (Фальково), Ивановское, Ключево с населением 2753 человека (выделены исчезнувшие деревни).
С 1918 года село центр Ранцевской волости (до 1923 года) и сельсовета Осташковского уезда.
После упразднения уездов Ранцевский сельсовет отошёл к Пеновскому району Западной области, с 1935 года в Калининской области. Перед войной в селе Ранцево 85 дворов 350 жителей (вместе с д. Веревкино).
Во время Великой Отечественной войны оккупировано в октябре 1941 года, освобождено в январе 1942 года. На войне погибли 23 жителя Ранцева.
С 1965 года Ранцево в составе Селижаровского района. В деревне — совхоз «Ранцевский», сельсовет, школа, клуб, почтовое отделение, пилорама. В 1997 году — 31 хозяйство, 63 жителя.

## Население
| 1859 | 1889 | 2002 | 2010 |
| ---- | ---- | ---- | ---- |
| 49   | ↗63  | ↘34  | ↘21  |

## Достопримечательности
Замечательная деревянная Никольская церковь, построенная в 1887 годуl. Архивировано из оригинала 14 июля 2014 года. (недоступная ссылка). Разрушается и, скорее всего, исчезнет, вслед за деревнями своего прихода.